# XA-180
XA-180, также известный как «Паси» (Pasi, от фин. panssaroitu Sisu) — современный финский и латышский бронетранспортёр. Создан фирмой Sisu в начале 1980-х годов по заказу финского правительства, для замены устаревавших БТР-60 советского производства. Использует доработанную базу коммерческого грузового автомобиля Sisu SA-150. Серийное производство XA-180 ведётся с 1983 года, всего было выпущено около 1000 машин этого типа в различных вариантах. Является основным бронетранспортёром Финской Армии и Латышской Армии.

## Модификации
- XA-180 — базовая версия, изначально вооружения не имевшая, но позже получившая 12,7-мм пулемёт НСВТ
- XA-185 — модификация с более мощным двигателем, улучшенной трансмиссией и увеличенным до 16 человек десантом
- XA-186 — вариант для Норвегии, с башней с двумя 12,7-мм пулемётами
- XA-188 — вариант для армии Нидерландов
- XA-200 — модернизированная модификация для латышской армии, с более мощным двигателем и значительно усиленным бронированием сделан в 2004 году (Латвия).

## Машины на базе XA-180
- XA-181 — носитель ЗРК Crotale
- XA-202 — командно-штабная машина на базе XA-200
- XA-185AS — бронированная медицинская машина

## На вооружении

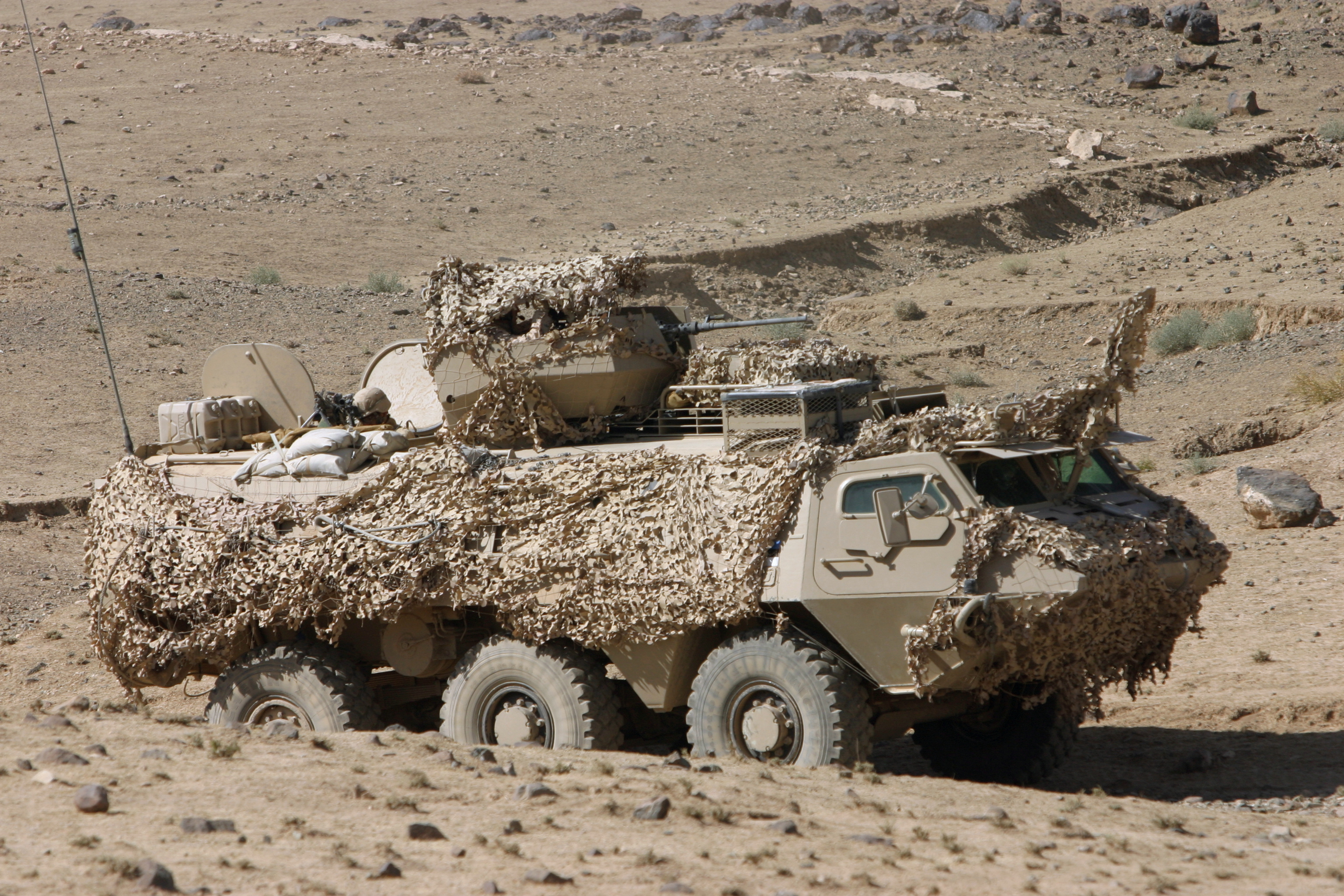
Эстонский XA-180 в Афганистане

### Действующие операторы
- Норвегия — 75 XA-186/XA-200/XA-203на вооружении  по состоянию на 2024 год[1]
- Финляндия — 464 XA-180/185, 101 XA-202 и 48 XA-203 на вооружении по состоянию на 2024 год[2]
- Швеция — 34 XA-180, 20 XA-202 и 148 XA-203 на вооружении по состоянию на 2024 год[3]
- Эстония — 56 XA-180 и 80 XA-188 на вооружении по состоянию на 2024 год[4]
- Украина — 10 XA-180 на вооружении в сухопутных войсках и 26 XA-185 на вооружении в морской пехоте по состоянию на 2024 год[5]

### Бывшие операторы
- Ирландия — 2 XA-180 на вооружении по состоянию на 2016 год[6]
- Нидерланды — 70 XA-188 на вооружении по состоянию на 2016 год[7]